# روزا لوبيز
روزا لوبيز (بالإسبانية: Rosa López)‏ (و. 1981  م) هي مغنية إسبانية، ولدت في غرناطة، شاركت في مسابقة الأغنية الأوروبية 2002.

## وصلات خارجية
- روزا لوبيز على موقع IMDb (الإنجليزية)
- روزا لوبيز على موقع ميوزك برينز (الإنجليزية)
- روزا لوبيز على موقع ديسكوغز (الإنجليزية)
- روزا لوبيز على موقع ديسكوغز (الإنجليزية)
- روزا لوبيز على موقع قاعدة بيانات الفيلم (الإنجليزية)

- روزا لوبيز في قاعدة بيانات الأفلام على الإنترنت